# Castañeda (Cantabrie)
Pour les articles homonymes, voir Castañeda.
Castañeda est une commune espagnole située dans la communauté autonome de Cantabrie.